# Unterbalbach-Röttinger Riedel
Als Unterbalbach-Röttinger Riedel wird ein Teil des Naturraums Tauberland in Baden-Württemberg und Bayern bezeichnet, dessen Gebiet sich zwischen den namengebenden Orten Unterbalbach (im Main-Tauber-Kreis) und Röttingen (im Landkreis Würzburg) erstreckt.
Als Riedel wird allgemein ein Geländerücken zwischen zwei Tälern – in diesem Fall zwischen den Tälern bei Unterbalbach und Röttingen – bezeichnet.
Der Unterbalbach-Röttinger Riedel ist als naturräumliche Teileinheit Nr. 129.40 der Haupteinheitengruppe Neckar- und Tauber-Gäuplatten eine von vier Untergliederungseinheiten der Einheit Tauberberg (Nr. 129.4) in zweiter Nachkommastelle. Die anderen Untergliederungseinheiten des Tauberbergs sind die Messelhäuser Hochfläche (Nr. 129.41), die Großrinderfelder Fläche (Nr. 129.42) und das Werbach-Böttigheimer Tal (Nr. 129.43).

## Naturräumliche Gliederung
Der Unterbalbach-Röttinger Riedel ist folgender Teil des Naturraums Tauberland der Haupteinheitengruppe Neckar- und Tauber-Gäuplatten:
- (zu 12 Neckar- und Tauber-Gäuplatten)
  - 129 Tauberland
    - 129.0 Umpfer-Wachbach-Riedel
      - 129.01 Königheimer Tal

    - 129.1 Südliche Tauberplatten
    - 129.2 Freudenbacher Platte
    - 129.3 Taubergrund
      - 129.30 Mittleres Taubertal
      - 129.31 Vorbachtal
      - 129.32 Wittigbachtal
      - 129.33 Taubertal bei Bieberehren

    - 129.4 Tauberberg
      - 129.40 Unterbalbach-Röttinger Riedel
      - 129.41 Messelhäuser Hochfläche
      - 129.42 Großrinderfelder Fläche
      - 129.43 Werbach-Böttigheimer Tal